# Punkansaaret
Punkansaaret är en ö i Finland. Den ligger i sjön Salajärvi och i kommunen Klemis i den ekonomiska regionen  Villmanstrands ekonomiska region  och landskapet Södra Karelen, i den södra delen av landet, 180 km nordost om huvudstaden Helsingfors. Öns area är 0,6 hektar och dess största längd är 160 meter i sydöst-nordvästlig riktning.  Notera att namnet antyder att det är fråga om flera öar.